# 法比奥·普雷斯卡
法比奥·普雷斯卡（義大利語：Fabio Presca，1930年12月4日—2008年2月16日），意大利男子篮球运动员。他曾代表意大利参加1952年夏季奥林匹克运动会篮球比赛。他于2008年在的里雅斯特去世。